# Protiepidemický systém České republiky

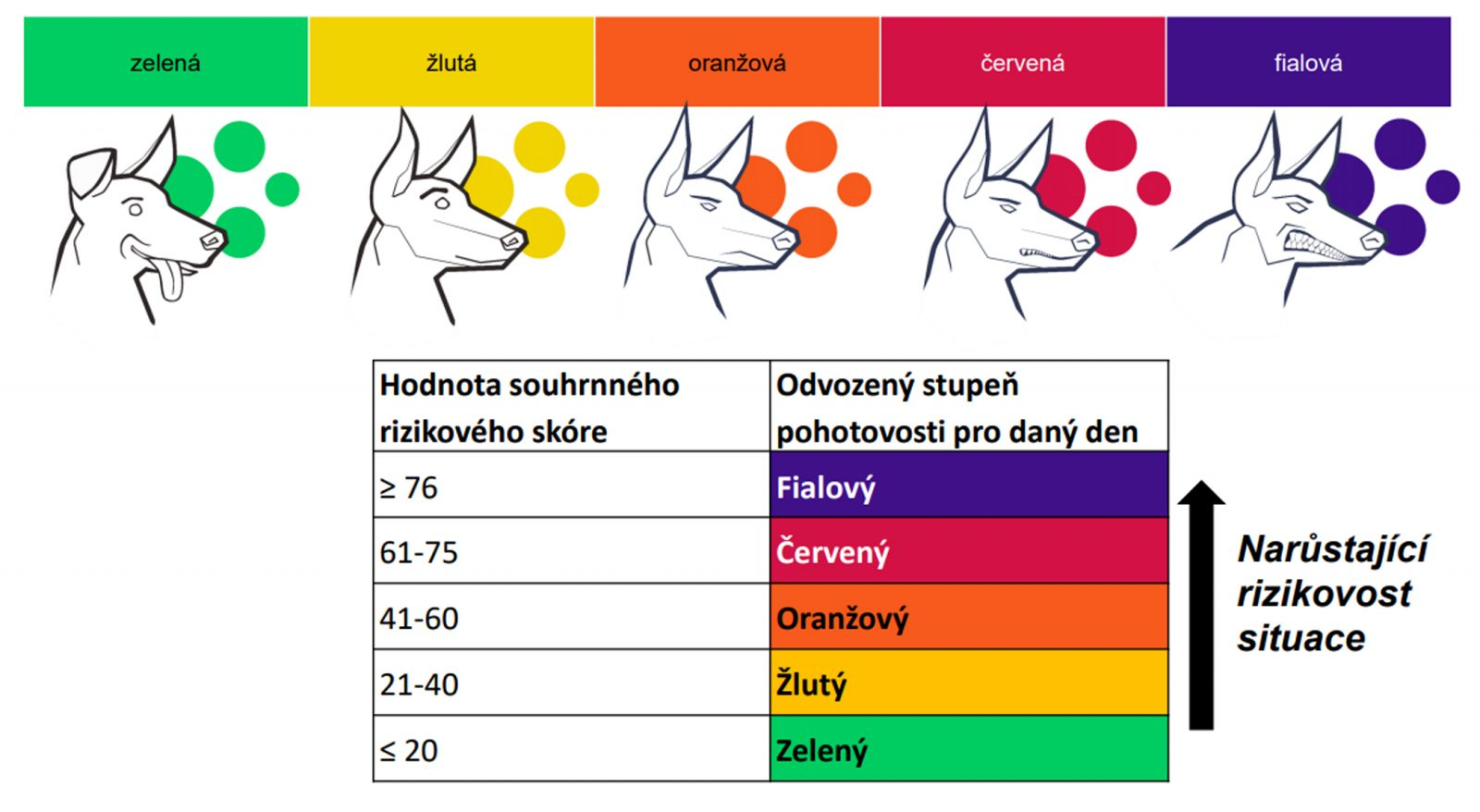
Infografika Ministerstva zdravotnictví ČR.

Protiepidemický systém České republiky (PES) byl systém vytvořený Ministerstvem zdravotnictví České republiky, a byl jedním ze systémů, který měl sloužit k zavádění a rozvolňování opatření během pandemie covidu-19. Příslušná protiepidemická opatření byla určována na úrovni celorepublikové. Aktuální index rizika na území krajů a okresů neměl na stupeň protiepidemických opatření v kraji vliv. Systém byl zaveden v polovině listopadu 2020 jako náhrada za tzv. Koronavirový semafor. Na konci ledna 2021 oznámil ministr zdravotnictví Jan Blatný, že systém PES již není pro stanovení protiepidemických opatření relevantní. Při rozvolňování opatření na jaře 2021 byl již systém PES nahrazen systémem balíčků.

## Index rizika
Index rizika se využíval pro hodnocení epidemiologické situace a následné odvození stupně pohotovosti. Nabýval hodnoty v intervalu 0–100, přičemž čím vyšší hodnoty index nabyl, tím bylo riziko vyšší. Byl počítán každý den od 16. listopadu 2020 až do 17. října 2021, ačkoliv se jím opatření již neřídila.
Index se stanovoval na základě čtyř ukazatelů. Každý z těchto ukazatelů tvořil určitý podíl indexu rizika:
- 14denní počet pozitivních na 100 000 obyvatel (20 %)
- 14denní počet pozitivních seniorů na 100 000 obyvatel ve věku od 65 let (20 %)
- reprodukční číslo (30 %)
- Průměrná pozitivita testů za posledních 7 dní (30 %)

| Hodnota ukazatele | < 10 | 10–25 | 25–50 | 50–120 | 120–240 | 240–480 | 480–960 | > 960 |
| Hodnota faktoru   | 0    | 2     | 4     | 7      | 10      | 13      | 16      | 20    |

| Hodnota ukazatele | < 10 | 10–25 | 25–50 | 50–120 | 120–240 | 240–480 | 480–960 | > 960 | Týdenní růst |
| Hodnota faktoru   | 0    | 2     | 4     | 7      | 10      | 13      | 16      | 20    | +2           |

| Hodnota ukazatele | < 0,8 | 0,8–1,0 | 1,0–1,2 | 1,2–1,4 | 1,4–1,6 | 1,6–1,9 | > 1,9 |
| Hodnota faktoru   | 0     | 5       | 10      | 15      | 20      | 25      | 30    |

| Hodnota ukazatele | < 3 | 3–7 | 7–11 | 11–15 | 15–19 | 19–23 | 23–26 | > 26 | Týdenní růst |
| Hodnota faktoru   | 0   | 3   | 7    | 11    | 15    | 20    | 25    | 30   | +2           |

### Přechod do vyššího stupně
Pro přechod do vyššího stupně byl využíván následující postup:
1. Situace je na indexu vyššího stupně 3 dny.
2. Vláda ČR se sejde a rozhodne o datu přechodu.
3. Od určeného data platí vyšší stupeň opatření.

### Přechod do nižšího stupně
Pro přechod do nižšího stupně byl využíván následující postup:
1. Situace je na indexu nižšího stupně 7 dní.
2. Vláda ČR se sejde a rozhodne o datu přechodu.
3. Od určeného data platí nižší stupeň.

## Tabulka vývoje indexu rizika vkrajích
| Datum        | ČR | Kraj | Kraj | Kraj | Kraj | Kraj | Kraj | Kraj | Kraj | Kraj | Kraj | Kraj | Kraj | Kraj | Kraj |
| Datum        | ČR | PHA  | STČ  | JHČ  | PLK  | KVK  | ULK  | LBK  | HKK  | PAK  | OLK  | MSK  | JHM  | ZLK  | VYS  |
| ------------ | -- | ---- | ---- | ---- | ---- | ---- | ---- | ---- | ---- | ---- | ---- | ---- | ---- | ---- | ---- |
| 16. 11. 2020 | 5  | 5    | 5    | 5    | 5    | 5    | 5    | 5    | 5    | 5    | 5    | 5    | 5    | 5    | 5    |
| 23. 11. 2020 | 4  | 4    | 4    | 4    | 4    | 4    | 4    | 4    | 4    | 4    | 4    | 4    | 4    | 4    | 4    |
| 3. 12. 2020  | 3  | 3    | 3    | 3    | 3    | 3    | 3    | 3    | 3    | 3    | 3    | 3    | 3    | 3    | 3    |
| 18. 12. 2020 | 4  | 4    | 4    | 4    | 4    | 4    | 4    | 4    | 4    | 4    | 4    | 4    | 4    | 4    | 4    |
| 27. 12. 2020 | 5  | 5    | 5    | 5    | 5    | 5    | 5    | 5    | 5    | 5    | 5    | 5    | 5    | 5    | 5    |

| \| PES \| Stupeň 1 \| Stupeň 2 \| Stupeň 3 \| Stupeň 4 \| Stupeň 5 \| \| -------------------------------------------------------------------- \| ----------------------------------------------------------------------------------------------------------------------------------------------------------------------------------------------------------------------------------------------------------------------------------------------------------------------------------------------------------------------- \| ------------------------------------------------------------------------------------------------------------------------------------------------------------------------------------------------------------------------------------------------------------------------------------- \| ----------------------------------------------------------------------------------------------------------------------------------------------------------------------------------------------------------------------------------------------------------------------- \| ------------------------------------------------------------------------------------------------------------------------------------------------------------------------------------------------------------------------------------------------------------------------------------------------------------ \| ------------------------------------------------------------------------------------------------------------------------------------------------------------------------------------------------------------------------------------------------------------------------------------------------------------ \| \| Hodnota souhrnného indexu rizika \| ≤ 20 \| 21–40 \| 41–60 \| 61–75 \| ≥ 76 \| \| Zjednodušená slovní definice \| Stav opatrnosti: epidemie je pod kontrolou, počet nakažených v celé populaci je nízký, epidemie výrazně neroste, testování a trasování kontaktů je efektivní, nízké riziko komunitního šíření nákazy \| Stav pozornosti: objevují se lokální ohniska onemocnění, která vyžadují bezprostřední protiepidemickou intervenci s ochranou ohrožených skupin, vysoký důraz na maximální efektivitu testování a trasování kontaktů \| Naléhavý stav: šíření epidemie sílí, tlak na systém zdravotní péče je zvýšený, situace vyžaduje intenzivní sledování počtu nakažených a hospitalizovaných, vysoký důraz na maximální efektivitu testování a trasování kontaktů, vysoké riziko komunitního šíření nákazy \| Vážný stav: počet nakažených v populaci je vysoký, je významné bezprostřední riziko dalšího zhoršování situace, trasování kontaktů je omezeno, probíhá komunitní šíření nákazy \| Kritický stav: celková kapacita systému nemocniční lůžkové a intenzivní péče se začíná blížit svému limitu, počet nakažených v populaci je vysoký, a to včetně zásahu zranitelných skupin obyvatel, trasování kontaktů je významně omezeno, probíhá komunitní šíření nákazy \| \| Ochrana nosu a úst \| Ve vymezených vnitřních prostorech a ve veřejné dopravě. \| Ve všech vnitřních prostorech a ve vybraných veřejně přístupných místech. \| Ve všech vnitřních prostorech a ve vybraných veřejně přístupných místech. \| Ve všech vnitřních prostorech a ve vybraných veřejně přístupných místech. \| Ve všech vnitřních prostorech a ve vybraných veřejně přístupných místech. \| \| Hromadné akce ve vnitřních a venkovních prostorech \| 500 osob venku, 100 uvnitř \| 100 osob venku, 50 osob uvnitř \| 50 osob venku, 10 osob uvnitř \| 6 osob \| 2 osoby \| \| Svatby, pohřby a bohoslužby \| Maximálně 100 osob \| Maximálně 50 osob \| Maximálně 30 osob \| Maximálně 20 osob \| Maximálně 15 osob \| \| Návštěvy ve zdravotnických zařízeních a zařízeních sociálních služeb \| Možné pouze s ochranou nosu a úst (roušky, respirátory, apod.). \| Omezení návštěv v zařízeních sociálních služeb a LDN. \| Zákaz návštěv uvnitř zařízení sociálních služeb, omezení návštěv ve zdravotnických zařízeních. \| Zákaz návštěv všude kromě vymezených výjimek. \| Zákaz návštěv všude kromě vymezených výjimek. \| \| Omezení volného pohybu osob \| Bez omezení \| Bez omezení \| Bez omezení \| Noční zákaz vycházení mezi 23. a 5. hodinou. \| Noční zákaz vycházení mezi 21. a 5. hodinou. \| \| Omezení provozu orgánů veřejné moci a správních úřadů \| Bez omezení \| Organizační a režimová opatření. \| Omezení úředních hodin. Organizační a režimová opatření. \| Omezení úředních hodin. Organizační a režimová opatření. \| Omezení úředních hodin pouze pro nezbytnou agendu, home-office. \| \| Poskytování ubytovacích služeb \| Bez omezení \| Bez omezení \| Bez omezení \| Omezení ubytování \| Omezení ubytování \| \| Školství \| Prezenční výuka – MŠ, ZŠ, SŠ, VOŠ, VŠ. Organizační a režimová opatření. Distanční výuka univerzit 3. věku. \| Prezenční výuka – MŠ, ZŠ, SŠ, VOŠ, VŠ. Organizační a režimová opatření. Distanční výuka univerzit 3. věku. \| Prezenční výuka – MŠ, speciální školy a 1. stupeň ZŠ. Rotační prezenční výuka (po týdnech) – 2. stupeň ZŠ, SŠ a VOŠ s výjimkami. Distanční výuka VŠ s výjimkami; 1. ročníky prezenční výuka. \| Prezenční výuka – MŠ, speciální školy a 1. stupeň ZŠ. Rotační prezenční výuka (po týdnech) – 2. stupeň ZŠ s výjimkou. Distanční výuka – SŠ, VOŠ a VŠ s výjimkami. \| Distanční výuka na všech stupních s výjimkou MŠ, speciálních škol a 1. a 2. ročníků ZŠ + specifické případy. \| \| Sportovní soutěže \| Celkem diváků: 1000 venku/500 uvnitř. Venku: max. 500 diváků v sektoru, max. 2 sektory. Uvnitř: max. 250 diváků v sektoru, max. 2 sektory uvnitř. \| Celkem diváků: 500 venku/250 uvnitř. Venku: max. 250 diváků v sektoru, max. 2 sektory venku. Uvnitř: max. 125 diváků v sektoru, max. 2 sektory uvnitř. \| Profesionální a amatérské soutěže bez přítomnosti diváků. \| Profesionální soutěže bez diváků a ve specifickém režimu. Amatérské soutěže zakázány. \| Profesionální soutěže bez diváků a ve specifickém režimu. Amatérské soutěže zakázány. \| \| Rekreační sporty \| Sportovat lze venku i uvnitř. Uvnitř maximálně na jedné sportovní ploše 2 hrací týmy. Organizační a režimová opatření. \| Sportovat lze venku i uvnitř. Uvnitř maximálně na jedné sportovní ploše 2 hrací týmy. Organizační a režimová opatření \| Vnitřní sportoviště pouze pro individuální sporty do 10 osob. Sportovat lze venku, vždy pouze 2 hrací týmy/skupiny. \| Vnitřní sportoviště uzavřeny. Sportovat lze venku, maximálně 6 osob. \| Vnitřní sportoviště uzavřeny. Sportovat lze venku, maximálně 2 osoby. \| \| Bazény, wellness centra \| Sportovat lze venku i uvnitř. Uvnitř maximálně na jedné sportovní ploše 2 hrací týmy. Organizační a režimová opatření. \| Stejná pravidla jako shromažďování pro jiné akce. \| Stejná pravidla jako shromažďování pro jiné akce. \| Zavřeno, s výjimkou poskytovatelů zdravotních služeb. \| Zavřeno, s výjimkou poskytovatelů zdravotních služeb. \| \| Kultura \| Sedící divák (celkem venku / uvnitř: 2000/1000): max. 1000 diváků v sektoru, max. 2 sektory venku. Max. 500 diváků v sektoru, max. 2 sektory uvnitř. Stojící divák: (celkem venku / uvnitř: 1000/500) max. 500 diváků v sektoru, max. 2 sektory venku. Max. 250 diváků v sektoru, max. 2 sektory uvnitř. Při kombinaci sedících i stojících diváků max. 1000/500 osob). \| Sedící divák (celkem venku/uvnitř: 1000/500) max. 500 diváků v sektoru, max. 2 sektory venku. Max. 250 diváků v sektoru, max. 2 sektory uvnitř. Stojící divák: (500/250) max. 250 diváků v sektoru, max. 2 sektory. Max. 125 diváků v sektoru, max. 2 sektory. Při kombinaci sedících \| Zákaz diváků. Organizační a režimová omezení přítomných osob na zkouškách. \| Zákaz diváků. Organizační a režimová omezení přítomných osob na zkouškách. \| Zákaz kulturních akcí, profesionální umělci ve specifickém režimu. \| \| Muzea, galerie \| Bez omezení \| 50 % kapacity \| 25 % kapacity \| Zavřeno \| Zavřeno \| \| Hrady a zámky, památky \| Omezení počtu osob – skupiny max 50 lidí \| Omezení počtu osob – skupiny max 30 lidí. \| Omezení počtu osob – skupiny max 10 lidí. \| Zavřeno \| Zavřeno \| \| Knihovny \| Organizační a režimová opatření \| Omezení počtu osob (2 osoby na 15 m² provozní plochy), rozestupy 2 m mezi zákazníky, organizační a režimová opatření. \| Omezení počtu osob (1 osoba na 15 m² provozní plochy), rozestupy 2 m mezi zákazníky, režimová a organizační opatření. \| Pouze výdej předem objednaných výpůjček a jejich vracení přes výdejní okénko. \| Pouze bezkontaktní výdej a vracení výpůjček. \| \| Herny, kasina, sázkové kanceláře \| Uzavření provozoven mezi 24. a 6. hodinou. Jen usazení hosté, max. 6 osob u stolu, organizační a režimová opatření. \| Uzavření provozoven mezi 22. a 6. hodinou. Jen usazení hosté, max. 6 osob u stolu, organizační a režimová opatření. \| Uzavření provozoven mezi 22. a 6. hodinou. Jen usazení hosté, max. 4 osoby u stolu a obsazenost max. 50 %. \| Zavřeno \| Zavřeno \| \| Provozovny stravovacích služeb \| Uzavření provozoven mezi 24. a 6. hodinou. Jen usazení hosté, organizační a režimová opatření. \| Uzavření provozoven mezi 22. a 6. hodinou. Jen usazení hosté, max. 6 osob u stolu. Organizační a režimová opatření. \| Uzavření provozoven mezi 22. a 6. hodinou. Jen usazení hosté, max. 4 osoby u stolu a obsazenost max. 50 % kapacity hostů. Organizační a režimová opatření. \| Restaurace pouze výdejní okénko v době mimo zákaz vycházení. \| Restaurace pouze výdejní okénko v době mimo zákaz vycházení. \| \| Konzumace alkoholu na veřejně přístupných místech \| Bez omezení \| Bez omezení \| Bez omezení \| Zákaz konzumace \| Zákaz konzumace \| \| Nákupní centra \| Omezení počtu osob (4 osoby na 15 m² provozní plochy), rozestupy 2 m mezi zákazníky, organizační a režimová opatření. Management front uvnitř a venku. \| Omezení počtu osob (2 osoby na 15 m² provozní plochy), rozestupy 2 m mezi zákazníky, režimová a organizační opatření, management front uvnitř a venku. Omezení otevírací doby jídelních a dětských koutků do 22 hodin. \| Omezení počtu osob (1 osoba na 15 m² provozní plochy), rozestupy 2 m mezi zákazníky, režimová a organizační opatření, management front (uvnitř i venku). Uzavření jídelních a dětských koutků. \| Umožněn jen prodej základních potřeb a výdej vzdáleně objednaného zboží. Omezení počtu osob (1 osoba na 15 m² provozní plochy), rozestupy 2 m mezi zákazníky, režimová a organizační opatření, management front (uvnitř i venku). Otevřeno v době mimo zákaz vycházení. V neděli a ve státní svátek zavřeno. \| Umožněn jen prodej základních potřeb a výdej vzdáleně objednaného zboží. Omezení počtu osob (1 osoba na 15 m² provozní plochy), rozestupy 2 m mezi zákazníky, režimová a organizační opatření, management front (uvnitř i venku). Otevřeno v době mimo zákaz vycházení. V neděli a ve státní svátek zavřeno. \| \| Maloobchod \| Omezení počtu osob (4 osoby na 15 m² provozní plochy), rozestupy 2 m mezi zákazníky, organizační a režimová opatření. Management front uvnitř i venku. \| Omezení počtu osob (2 osoby na 15 m² provozní plochy), rozestupy 2 m mezi zákazníky, organizační a režimová opatření. Management front uvnitř i venku. \| Omezení počtu osob (1 osoba na 15 m² provozní plochy), rozestupy 2 m mezi zákazníky, režimová a organizační opatření. management front (uvnitř i venku). \| Umožněn jen prodej základních potřeb a výdej vzdáleně objednaného zboží. Omezení počtu osob (1 osoba na 15 m² provozní plochy), rozestupy 2 m mezi zákazníky, režimová a organizační opatření, management front (uvnitř i venku). Otevřeno v době mimo zákaz vycházení. V neděli a ve státní svátek zavřeno. \| Umožněn jen prodej základních potřeb a výdej vzdáleně objednaného zboží. Omezení počtu osob (1 osoba na 15 m² provozní plochy), rozestupy 2 m mezi zákazníky, režimová a organizační opatření, management front (uvnitř i venku). Otevřeno v době mimo zákaz vycházení. V neděli a ve státní svátek zavřeno. \| \| Ostatní služby s provozovnou \| Režimová a organizační opatření \| Režimová a organizační opatření \| Režimová a organizační opatření \| Zavřeno \| Zavřeno \| \| Podnikatelské subjekty – výrobní a skladové provozy \| Režimová a organizační opatření \| Režimová a organizační opatření \| Organizační a režimová opatření. Doporučeno testování. \| Organizační a režimová opatření. Doporučeno testování. \| Organizační a režimová opatření. Doporučeno testování. \| \| Podnikatelské subjekty – kancelářské a ostatní provozy \| Režimová a organizační opatření \| Doporučení home-office. \| Doporučení home-office. \| Home-office všude, kde je to možné. \| Home-office všude, kde je to možné. \| \| Lázně \| Organizační a režimová opatření \| Organizační a režimová opatření \| Organizační a režimová opatření \| Poskytování pouze zdravotních služeb. Omezení počtu pacientů na jednom pokoji. \| Poskytování pouze zdravotních služeb. Omezení počtu pacientů na jednom pokoji. \| \| Vězeňství \| Organizační a režimová opatření \| Organizační a režimová opatření \| Organizační a režimová opatření, zákaz návštěv \| Zákaz návštěv \| Zákaz návštěv \| \| Nezbytnost vyhlášení nouzového stavu \| ano \| ano \| ano \| ano \| ano \| \| Kontrola dodržování opatření \| Policie/ORP \| Policie/ORP \| Policie/ORP \| Policie/ORP \| Policie/ORP \| | | | | | |
| PES | Stupeň 1 | Stupeň 2 | Stupeň 3 | Stupeň 4 | Stupeň 5 |
| Hodnota souhrnného indexu rizika | ≤ 20 | 21–40 | 41–60 | 61–75 | ≥ 76 |
| Zjednodušená slovní definice | Stav opatrnosti: epidemie je pod kontrolou, počet nakažených v celé populaci je nízký, epidemie výrazně neroste, testování a trasování kontaktů je efektivní, nízké riziko komunitního šíření nákazy | Stav pozornosti: objevují se lokální ohniska onemocnění, která vyžadují bezprostřední protiepidemickou intervenci s ochranou ohrožených skupin, vysoký důraz na maximální efektivitu testování a trasování kontaktů                                                                   | Naléhavý stav: šíření epidemie sílí, tlak na systém zdravotní péče je zvýšený, situace vyžaduje intenzivní sledování počtu nakažených a hospitalizovaných, vysoký důraz na maximální efektivitu testování a trasování kontaktů, vysoké riziko komunitního šíření nákazy | Vážný stav: počet nakažených v populaci je vysoký, je významné bezprostřední riziko dalšího zhoršování situace, trasování kontaktů je omezeno, probíhá komunitní šíření nákazy | Kritický stav: celková kapacita systému nemocniční lůžkové a intenzivní péče se začíná blížit svému limitu, počet nakažených v populaci je vysoký, a to včetně zásahu zranitelných skupin obyvatel, trasování kontaktů je významně omezeno, probíhá komunitní šíření nákazy                                  |
| Ochrana nosu a úst | Ve vymezených vnitřních prostorech a ve veřejné dopravě. | Ve všech vnitřních prostorech a ve vybraných veřejně přístupných místech. | Ve všech vnitřních prostorech a ve vybraných veřejně přístupných místech. | Ve všech vnitřních prostorech a ve vybraných veřejně přístupných místech. | Ve všech vnitřních prostorech a ve vybraných veřejně přístupných místech. |
| Hromadné akce ve vnitřních a venkovních prostorech | 500 osob venku, 100 uvnitř | 100 osob venku, 50 osob uvnitř | 50 osob venku, 10 osob uvnitř | 6 osob | 2 osoby |
| Svatby, pohřby a bohoslužby | Maximálně 100 osob | Maximálně 50 osob | Maximálně 30 osob | Maximálně 20 osob | Maximálně 15 osob |
| Návštěvy ve zdravotnických zařízeních a zařízeních sociálních služeb | Možné pouze s ochranou nosu a úst (roušky, respirátory, apod.). | Omezení návštěv v zařízeních sociálních služeb a LDN. | Zákaz návštěv uvnitř zařízení sociálních služeb, omezení návštěv ve zdravotnických zařízeních. | Zákaz návštěv všude kromě vymezených výjimek. | Zákaz návštěv všude kromě vymezených výjimek. |
| Omezení volného pohybu osob | Bez omezení | Bez omezení | Bez omezení | Noční zákaz vycházení mezi 23. a 5. hodinou. | Noční zákaz vycházení mezi 21. a 5. hodinou. |
| Omezení provozu orgánů veřejné moci a správních úřadů | Bez omezení | Organizační a režimová opatření. | Omezení úředních hodin. Organizační a režimová opatření. | Omezení úředních hodin. Organizační a režimová opatření. | Omezení úředních hodin pouze pro nezbytnou agendu, home-office. |
| Poskytování ubytovacích služeb | Bez omezení | Bez omezení | Bez omezení | Omezení ubytování | Omezení ubytování |
| Školství | Prezenční výuka – MŠ, ZŠ, SŠ, VOŠ, VŠ. Organizační a režimová opatření. Distanční výuka univerzit 3. věku. | Prezenční výuka – MŠ, ZŠ, SŠ, VOŠ, VŠ. Organizační a režimová opatření. Distanční výuka univerzit 3. věku. | Prezenční výuka – MŠ, speciální školy a 1. stupeň ZŠ. Rotační prezenční výuka (po týdnech) – 2. stupeň ZŠ, SŠ a VOŠ s výjimkami. Distanční výuka VŠ s výjimkami; 1. ročníky prezenční výuka.                                                                            | Prezenční výuka – MŠ, speciální školy a 1. stupeň ZŠ. Rotační prezenční výuka (po týdnech) – 2. stupeň ZŠ s výjimkou. Distanční výuka – SŠ, VOŠ a VŠ s výjimkami. | Distanční výuka na všech stupních s výjimkou MŠ, speciálních škol a 1. a 2. ročníků ZŠ + specifické případy. |
| Sportovní soutěže | Celkem diváků: 1000 venku/500 uvnitř. Venku: max. 500 diváků v sektoru, max. 2 sektory. Uvnitř: max. 250 diváků v sektoru, max. 2 sektory uvnitř. | Celkem diváků: 500 venku/250 uvnitř. Venku: max. 250 diváků v sektoru, max. 2 sektory venku. Uvnitř: max. 125 diváků v sektoru, max. 2 sektory uvnitř. | Profesionální a amatérské soutěže bez přítomnosti diváků. | Profesionální soutěže bez diváků a ve specifickém režimu. Amatérské soutěže zakázány. | Profesionální soutěže bez diváků a ve specifickém režimu. Amatérské soutěže zakázány. |
| Rekreační sporty | Sportovat lze venku i uvnitř. Uvnitř maximálně na jedné sportovní ploše 2 hrací týmy. Organizační a režimová opatření. | Sportovat lze venku i uvnitř. Uvnitř maximálně na jedné sportovní ploše 2 hrací týmy. Organizační a režimová opatření | Vnitřní sportoviště pouze pro individuální sporty do 10 osob. Sportovat lze venku, vždy pouze 2 hrací týmy/skupiny. | Vnitřní sportoviště uzavřeny. Sportovat lze venku, maximálně 6 osob. | Vnitřní sportoviště uzavřeny. Sportovat lze venku, maximálně 2 osoby. |
| Bazény, wellness centra | Sportovat lze venku i uvnitř. Uvnitř maximálně na jedné sportovní ploše 2 hrací týmy. Organizační a režimová opatření. | Stejná pravidla jako shromažďování pro jiné akce. | Stejná pravidla jako shromažďování pro jiné akce. | Zavřeno, s výjimkou poskytovatelů zdravotních služeb. | Zavřeno, s výjimkou poskytovatelů zdravotních služeb. |
| Kultura | Sedící divák (celkem venku / uvnitř: 2000/1000): max. 1000 diváků v sektoru, max. 2 sektory venku. Max. 500 diváků v sektoru, max. 2 sektory uvnitř. Stojící divák: (celkem venku / uvnitř: 1000/500) max. 500 diváků v sektoru, max. 2 sektory venku. Max. 250 diváků v sektoru, max. 2 sektory uvnitř. Při kombinaci sedících i stojících diváků max. 1000/500 osob). | Sedící divák (celkem venku/uvnitř: 1000/500) max. 500 diváků v sektoru, max. 2 sektory venku. Max. 250 diváků v sektoru, max. 2 sektory uvnitř. Stojící divák: (500/250) max. 250 diváků v sektoru, max. 2 sektory. Max. 125 diváků v sektoru, max. 2 sektory. Při kombinaci sedících | Zákaz diváků. Organizační a režimová omezení přítomných osob na zkouškách. | Zákaz diváků. Organizační a režimová omezení přítomných osob na zkouškách. | Zákaz kulturních akcí, profesionální umělci ve specifickém režimu. |
| Muzea, galerie | Bez omezení | 50 % kapacity | 25 % kapacity | Zavřeno | Zavřeno |
| Hrady a zámky, památky | Omezení počtu osob – skupiny max 50 lidí | Omezení počtu osob – skupiny max 30 lidí. | Omezení počtu osob – skupiny max 10 lidí. | Zavřeno | Zavřeno |
| Knihovny | Organizační a režimová opatření | Omezení počtu osob (2 osoby na 15 m² provozní plochy), rozestupy 2 m mezi zákazníky, organizační a režimová opatření. | Omezení počtu osob (1 osoba na 15 m² provozní plochy), rozestupy 2 m mezi zákazníky, režimová a organizační opatření. | Pouze výdej předem objednaných výpůjček a jejich vracení přes výdejní okénko. | Pouze bezkontaktní výdej a vracení výpůjček. |
| Herny, kasina, sázkové kanceláře | Uzavření provozoven mezi 24. a 6. hodinou. Jen usazení hosté, max. 6 osob u stolu, organizační a režimová opatření. | Uzavření provozoven mezi 22. a 6. hodinou. Jen usazení hosté, max. 6 osob u stolu, organizační a režimová opatření. | Uzavření provozoven mezi 22. a 6. hodinou. Jen usazení hosté, max. 4 osoby u stolu a obsazenost max. 50 %. | Zavřeno | Zavřeno |
| Provozovny stravovacích služeb | Uzavření provozoven mezi 24. a 6. hodinou. Jen usazení hosté, organizační a režimová opatření. | Uzavření provozoven mezi 22. a 6. hodinou. Jen usazení hosté, max. 6 osob u stolu. Organizační a režimová opatření. | Uzavření provozoven mezi 22. a 6. hodinou. Jen usazení hosté, max. 4 osoby u stolu a obsazenost max. 50 % kapacity hostů. Organizační a režimová opatření. | Restaurace pouze výdejní okénko v době mimo zákaz vycházení. | Restaurace pouze výdejní okénko v době mimo zákaz vycházení. |
| Konzumace alkoholu na veřejně přístupných místech | Bez omezení | Bez omezení | Bez omezení | Zákaz konzumace | Zákaz konzumace |
| Nákupní centra | Omezení počtu osob (4 osoby na 15 m² provozní plochy), rozestupy 2 m mezi zákazníky, organizační a režimová opatření. Management front uvnitř a venku. | Omezení počtu osob (2 osoby na 15 m² provozní plochy), rozestupy 2 m mezi zákazníky, režimová a organizační opatření, management front uvnitř a venku. Omezení otevírací doby jídelních a dětských koutků do 22 hodin.                                                                | Omezení počtu osob (1 osoba na 15 m² provozní plochy), rozestupy 2 m mezi zákazníky, režimová a organizační opatření, management front (uvnitř i venku). Uzavření jídelních a dětských koutků.                                                                          | Umožněn jen prodej základních potřeb a výdej vzdáleně objednaného zboží. Omezení počtu osob (1 osoba na 15 m² provozní plochy), rozestupy 2 m mezi zákazníky, režimová a organizační opatření, management front (uvnitř i venku). Otevřeno v době mimo zákaz vycházení. V neděli a ve státní svátek zavřeno. | Umožněn jen prodej základních potřeb a výdej vzdáleně objednaného zboží. Omezení počtu osob (1 osoba na 15 m² provozní plochy), rozestupy 2 m mezi zákazníky, režimová a organizační opatření, management front (uvnitř i venku). Otevřeno v době mimo zákaz vycházení. V neděli a ve státní svátek zavřeno. |
| Maloobchod | Omezení počtu osob (4 osoby na 15 m² provozní plochy), rozestupy 2 m mezi zákazníky, organizační a režimová opatření. Management front uvnitř i venku. | Omezení počtu osob (2 osoby na 15 m² provozní plochy), rozestupy 2 m mezi zákazníky, organizační a režimová opatření. Management front uvnitř i venku. | Omezení počtu osob (1 osoba na 15 m² provozní plochy), rozestupy 2 m mezi zákazníky, režimová a organizační opatření. management front (uvnitř i venku). | Umožněn jen prodej základních potřeb a výdej vzdáleně objednaného zboží. Omezení počtu osob (1 osoba na 15 m² provozní plochy), rozestupy 2 m mezi zákazníky, režimová a organizační opatření, management front (uvnitř i venku). Otevřeno v době mimo zákaz vycházení. V neděli a ve státní svátek zavřeno. | Umožněn jen prodej základních potřeb a výdej vzdáleně objednaného zboží. Omezení počtu osob (1 osoba na 15 m² provozní plochy), rozestupy 2 m mezi zákazníky, režimová a organizační opatření, management front (uvnitř i venku). Otevřeno v době mimo zákaz vycházení. V neděli a ve státní svátek zavřeno. |
| Ostatní služby s provozovnou | Režimová a organizační opatření | Režimová a organizační opatření | Režimová a organizační opatření | Zavřeno | Zavřeno |
| Podnikatelské subjekty – výrobní a skladové provozy | Režimová a organizační opatření | Režimová a organizační opatření | Organizační a režimová opatření. Doporučeno testování. | Organizační a režimová opatření. Doporučeno testování. | Organizační a režimová opatření. Doporučeno testování. |
| Podnikatelské subjekty – kancelářské a ostatní provozy | Režimová a organizační opatření | Doporučení home-office. | Doporučení home-office. | Home-office všude, kde je to možné. | Home-office všude, kde je to možné. |
| Lázně | Organizační a režimová opatření | Organizační a režimová opatření | Organizační a režimová opatření | Poskytování pouze zdravotních služeb. Omezení počtu pacientů na jednom pokoji. | Poskytování pouze zdravotních služeb. Omezení počtu pacientů na jednom pokoji. |
| Vězeňství | Organizační a režimová opatření | Organizační a režimová opatření | Organizační a režimová opatření, zákaz návštěv | Zákaz návštěv | Zákaz návštěv |
| Nezbytnost vyhlášení nouzového stavu | ano | ano | ano | ano | ano |
| Kontrola dodržování opatření | Policie/ORP | Policie/ORP | Policie/ORP | Policie/ORP | Policie/ORP |

Zdroj dat: https://onemocneni-aktualne.mzcr.cz/pes

## Graf vývoje indexu rizika v čase
Zdroj dat: https://onemocneni-aktualne.mzcr.cz/pes

## Stupně pohotovosti aopatření
| PES                                                                  | Stupeň 1 | Stupeň 2 | Stupeň 3 | Stupeň 4 | Stupeň 5 |
| -------------------------------------------------------------------- | --- | --- | --- | --- | --- |
| Hodnota souhrnného indexu rizika                                     | ≤ 20 | 21–40 | 41–60 | 61–75 | ≥ 76 |
| Zjednodušená slovní definice                                         | Stav opatrnosti: epidemie je pod kontrolou, počet nakažených v celé populaci je nízký, epidemie výrazně neroste, testování a trasování kontaktů je efektivní, nízké riziko komunitního šíření nákazy | Stav pozornosti: objevují se lokální ohniska onemocnění, která vyžadují bezprostřední protiepidemickou intervenci s ochranou ohrožených skupin, vysoký důraz na maximální efektivitu testování a trasování kontaktů                                                                   | Naléhavý stav: šíření epidemie sílí, tlak na systém zdravotní péče je zvýšený, situace vyžaduje intenzivní sledování počtu nakažených a hospitalizovaných, vysoký důraz na maximální efektivitu testování a trasování kontaktů, vysoké riziko komunitního šíření nákazy | Vážný stav: počet nakažených v populaci je vysoký, je významné bezprostřední riziko dalšího zhoršování situace, trasování kontaktů je omezeno, probíhá komunitní šíření nákazy | Kritický stav: celková kapacita systému nemocniční lůžkové a intenzivní péče se začíná blížit svému limitu, počet nakažených v populaci je vysoký, a to včetně zásahu zranitelných skupin obyvatel, trasování kontaktů je významně omezeno, probíhá komunitní šíření nákazy                                  |
| Ochrana nosu a úst                                                   | Ve vymezených vnitřních prostorech a ve veřejné dopravě. | Ve všech vnitřních prostorech a ve vybraných veřejně přístupných místech. | Ve všech vnitřních prostorech a ve vybraných veřejně přístupných místech. | Ve všech vnitřních prostorech a ve vybraných veřejně přístupných místech. | Ve všech vnitřních prostorech a ve vybraných veřejně přístupných místech. |
| Hromadné akce ve vnitřních a venkovních prostorech                   | 500 osob venku, 100 uvnitř | 100 osob venku, 50 osob uvnitř | 50 osob venku, 10 osob uvnitř | 6 osob | 2 osoby |
| Svatby, pohřby a bohoslužby                                          | Maximálně 100 osob | Maximálně 50 osob | Maximálně 30 osob | Maximálně 20 osob | Maximálně 15 osob |
| Návštěvy ve zdravotnických zařízeních a zařízeních sociálních služeb | Možné pouze s ochranou nosu a úst (roušky, respirátory, apod.). | Omezení návštěv v zařízeních sociálních služeb a LDN. | Zákaz návštěv uvnitř zařízení sociálních služeb, omezení návštěv ve zdravotnických zařízeních. | Zákaz návštěv všude kromě vymezených výjimek. | Zákaz návštěv všude kromě vymezených výjimek. |
| Omezení volného pohybu osob                                          | Bez omezení | Bez omezení | Bez omezení | Noční zákaz vycházení mezi 23. a 5. hodinou. | Noční zákaz vycházení mezi 21. a 5. hodinou. |
| Omezení provozu orgánů veřejné moci a správních úřadů                | Bez omezení | Organizační a režimová opatření. | Omezení úředních hodin. Organizační a režimová opatření. | Omezení úředních hodin. Organizační a režimová opatření. | Omezení úředních hodin pouze pro nezbytnou agendu, home-office. |
| Poskytování ubytovacích služeb                                       | Bez omezení | Bez omezení | Bez omezení | Omezení ubytování | Omezení ubytování |
| Školství                                                             | Prezenční výuka – MŠ, ZŠ, SŠ, VOŠ, VŠ. Organizační a režimová opatření. Distanční výuka univerzit 3. věku. | Prezenční výuka – MŠ, ZŠ, SŠ, VOŠ, VŠ. Organizační a režimová opatření. Distanční výuka univerzit 3. věku. | Prezenční výuka – MŠ, speciální školy a 1. stupeň ZŠ. Rotační prezenční výuka (po týdnech) – 2. stupeň ZŠ, SŠ a VOŠ s výjimkami. Distanční výuka VŠ s výjimkami; 1. ročníky prezenční výuka.                                                                            | Prezenční výuka – MŠ, speciální školy a 1. stupeň ZŠ. Rotační prezenční výuka (po týdnech) – 2. stupeň ZŠ s výjimkou. Distanční výuka – SŠ, VOŠ a VŠ s výjimkami. | Distanční výuka na všech stupních s výjimkou MŠ, speciálních škol a 1. a 2. ročníků ZŠ + specifické případy. |
| Sportovní soutěže                                                    | Celkem diváků: 1000 venku/500 uvnitř. Venku: max. 500 diváků v sektoru, max. 2 sektory. Uvnitř: max. 250 diváků v sektoru, max. 2 sektory uvnitř. | Celkem diváků: 500 venku/250 uvnitř. Venku: max. 250 diváků v sektoru, max. 2 sektory venku. Uvnitř: max. 125 diváků v sektoru, max. 2 sektory uvnitř. | Profesionální a amatérské soutěže bez přítomnosti diváků. | Profesionální soutěže bez diváků a ve specifickém režimu. Amatérské soutěže zakázány. | Profesionální soutěže bez diváků a ve specifickém režimu. Amatérské soutěže zakázány. |
| Rekreační sporty                                                     | Sportovat lze venku i uvnitř. Uvnitř maximálně na jedné sportovní ploše 2 hrací týmy. Organizační a režimová opatření. | Sportovat lze venku i uvnitř. Uvnitř maximálně na jedné sportovní ploše 2 hrací týmy. Organizační a režimová opatření | Vnitřní sportoviště pouze pro individuální sporty do 10 osob. Sportovat lze venku, vždy pouze 2 hrací týmy/skupiny. | Vnitřní sportoviště uzavřeny. Sportovat lze venku, maximálně 6 osob. | Vnitřní sportoviště uzavřeny. Sportovat lze venku, maximálně 2 osoby. |
| Bazény, wellness centra                                              | Sportovat lze venku i uvnitř. Uvnitř maximálně na jedné sportovní ploše 2 hrací týmy. Organizační a režimová opatření. | Stejná pravidla jako shromažďování pro jiné akce. | Stejná pravidla jako shromažďování pro jiné akce. | Zavřeno, s výjimkou poskytovatelů zdravotních služeb. | Zavřeno, s výjimkou poskytovatelů zdravotních služeb. |
| Kultura                                                              | Sedící divák (celkem venku / uvnitř: 2000/1000): max. 1000 diváků v sektoru, max. 2 sektory venku. Max. 500 diváků v sektoru, max. 2 sektory uvnitř. Stojící divák: (celkem venku / uvnitř: 1000/500) max. 500 diváků v sektoru, max. 2 sektory venku. Max. 250 diváků v sektoru, max. 2 sektory uvnitř. Při kombinaci sedících i stojících diváků max. 1000/500 osob). | Sedící divák (celkem venku/uvnitř: 1000/500) max. 500 diváků v sektoru, max. 2 sektory venku. Max. 250 diváků v sektoru, max. 2 sektory uvnitř. Stojící divák: (500/250) max. 250 diváků v sektoru, max. 2 sektory. Max. 125 diváků v sektoru, max. 2 sektory. Při kombinaci sedících | Zákaz diváků. Organizační a režimová omezení přítomných osob na zkouškách. | Zákaz diváků. Organizační a režimová omezení přítomných osob na zkouškách. | Zákaz kulturních akcí, profesionální umělci ve specifickém režimu. |
| Muzea, galerie                                                       | Bez omezení | 50 % kapacity | 25 % kapacity | Zavřeno | Zavřeno |
| Hrady a zámky, památky                                               | Omezení počtu osob – skupiny max 50 lidí | Omezení počtu osob – skupiny max 30 lidí. | Omezení počtu osob – skupiny max 10 lidí. | Zavřeno | Zavřeno |
| Knihovny                                                             | Organizační a režimová opatření | Omezení počtu osob (2 osoby na 15 m² provozní plochy), rozestupy 2 m mezi zákazníky, organizační a režimová opatření. | Omezení počtu osob (1 osoba na 15 m² provozní plochy), rozestupy 2 m mezi zákazníky, režimová a organizační opatření. | Pouze výdej předem objednaných výpůjček a jejich vracení přes výdejní okénko. | Pouze bezkontaktní výdej a vracení výpůjček. |
| Herny, kasina, sázkové kanceláře                                     | Uzavření provozoven mezi 24. a 6. hodinou. Jen usazení hosté, max. 6 osob u stolu, organizační a režimová opatření. | Uzavření provozoven mezi 22. a 6. hodinou. Jen usazení hosté, max. 6 osob u stolu, organizační a režimová opatření. | Uzavření provozoven mezi 22. a 6. hodinou. Jen usazení hosté, max. 4 osoby u stolu a obsazenost max. 50 %. | Zavřeno | Zavřeno |
| Provozovny stravovacích služeb                                       | Uzavření provozoven mezi 24. a 6. hodinou. Jen usazení hosté, organizační a režimová opatření. | Uzavření provozoven mezi 22. a 6. hodinou. Jen usazení hosté, max. 6 osob u stolu. Organizační a režimová opatření. | Uzavření provozoven mezi 22. a 6. hodinou. Jen usazení hosté, max. 4 osoby u stolu a obsazenost max. 50 % kapacity hostů. Organizační a režimová opatření. | Restaurace pouze výdejní okénko v době mimo zákaz vycházení. | Restaurace pouze výdejní okénko v době mimo zákaz vycházení. |
| Konzumace alkoholu na veřejně přístupných místech                    | Bez omezení | Bez omezení | Bez omezení | Zákaz konzumace | Zákaz konzumace |
| Nákupní centra                                                       | Omezení počtu osob (4 osoby na 15 m² provozní plochy), rozestupy 2 m mezi zákazníky, organizační a režimová opatření. Management front uvnitř a venku. | Omezení počtu osob (2 osoby na 15 m² provozní plochy), rozestupy 2 m mezi zákazníky, režimová a organizační opatření, management front uvnitř a venku. Omezení otevírací doby jídelních a dětských koutků do 22 hodin.                                                                | Omezení počtu osob (1 osoba na 15 m² provozní plochy), rozestupy 2 m mezi zákazníky, režimová a organizační opatření, management front (uvnitř i venku). Uzavření jídelních a dětských koutků.                                                                          | Umožněn jen prodej základních potřeb a výdej vzdáleně objednaného zboží. Omezení počtu osob (1 osoba na 15 m² provozní plochy), rozestupy 2 m mezi zákazníky, režimová a organizační opatření, management front (uvnitř i venku). Otevřeno v době mimo zákaz vycházení. V neděli a ve státní svátek zavřeno. | Umožněn jen prodej základních potřeb a výdej vzdáleně objednaného zboží. Omezení počtu osob (1 osoba na 15 m² provozní plochy), rozestupy 2 m mezi zákazníky, režimová a organizační opatření, management front (uvnitř i venku). Otevřeno v době mimo zákaz vycházení. V neděli a ve státní svátek zavřeno. |
| Maloobchod                                                           | Omezení počtu osob (4 osoby na 15 m² provozní plochy), rozestupy 2 m mezi zákazníky, organizační a režimová opatření. Management front uvnitř i venku. | Omezení počtu osob (2 osoby na 15 m² provozní plochy), rozestupy 2 m mezi zákazníky, organizační a režimová opatření. Management front uvnitř i venku. | Omezení počtu osob (1 osoba na 15 m² provozní plochy), rozestupy 2 m mezi zákazníky, režimová a organizační opatření. management front (uvnitř i venku). | Umožněn jen prodej základních potřeb a výdej vzdáleně objednaného zboží. Omezení počtu osob (1 osoba na 15 m² provozní plochy), rozestupy 2 m mezi zákazníky, režimová a organizační opatření, management front (uvnitř i venku). Otevřeno v době mimo zákaz vycházení. V neděli a ve státní svátek zavřeno. | Umožněn jen prodej základních potřeb a výdej vzdáleně objednaného zboží. Omezení počtu osob (1 osoba na 15 m² provozní plochy), rozestupy 2 m mezi zákazníky, režimová a organizační opatření, management front (uvnitř i venku). Otevřeno v době mimo zákaz vycházení. V neděli a ve státní svátek zavřeno. |
| Ostatní služby s provozovnou                                         | Režimová a organizační opatření | Režimová a organizační opatření | Režimová a organizační opatření | Zavřeno | Zavřeno |
| Podnikatelské subjekty – výrobní a skladové provozy                  | Režimová a organizační opatření | Režimová a organizační opatření | Organizační a režimová opatření. Doporučeno testování. | Organizační a režimová opatření. Doporučeno testování. | Organizační a režimová opatření. Doporučeno testování. |
| Podnikatelské subjekty – kancelářské a ostatní provozy               | Režimová a organizační opatření | Doporučení home-office. | Doporučení home-office. | Home-office všude, kde je to možné. | Home-office všude, kde je to možné. |
| Lázně                                                                | Organizační a režimová opatření | Organizační a režimová opatření | Organizační a režimová opatření | Poskytování pouze zdravotních služeb. Omezení počtu pacientů na jednom pokoji. | Poskytování pouze zdravotních služeb. Omezení počtu pacientů na jednom pokoji. |
| Vězeňství                                                            | Organizační a režimová opatření | Organizační a režimová opatření | Organizační a režimová opatření, zákaz návštěv | Zákaz návštěv | Zákaz návštěv |
| Nezbytnost vyhlášení nouzového stavu                                 | ano | ano | ano | ano | ano |
| Kontrola dodržování opatření                                         | Policie/ORP | Policie/ORP | Policie/ORP | Policie/ORP | Policie/ORP |